# Altes Schloss Kittsee

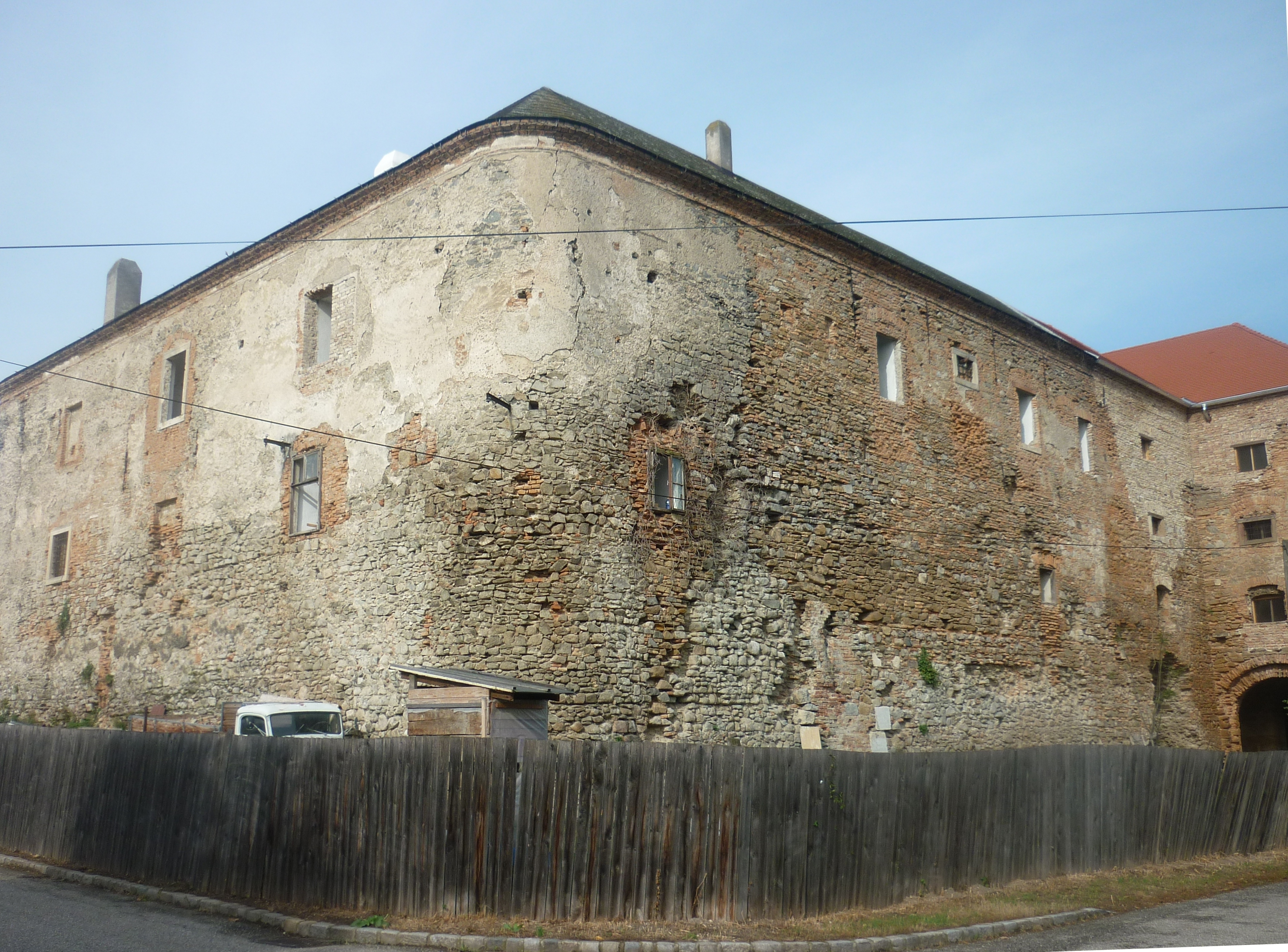
Altes Schloss (2012)

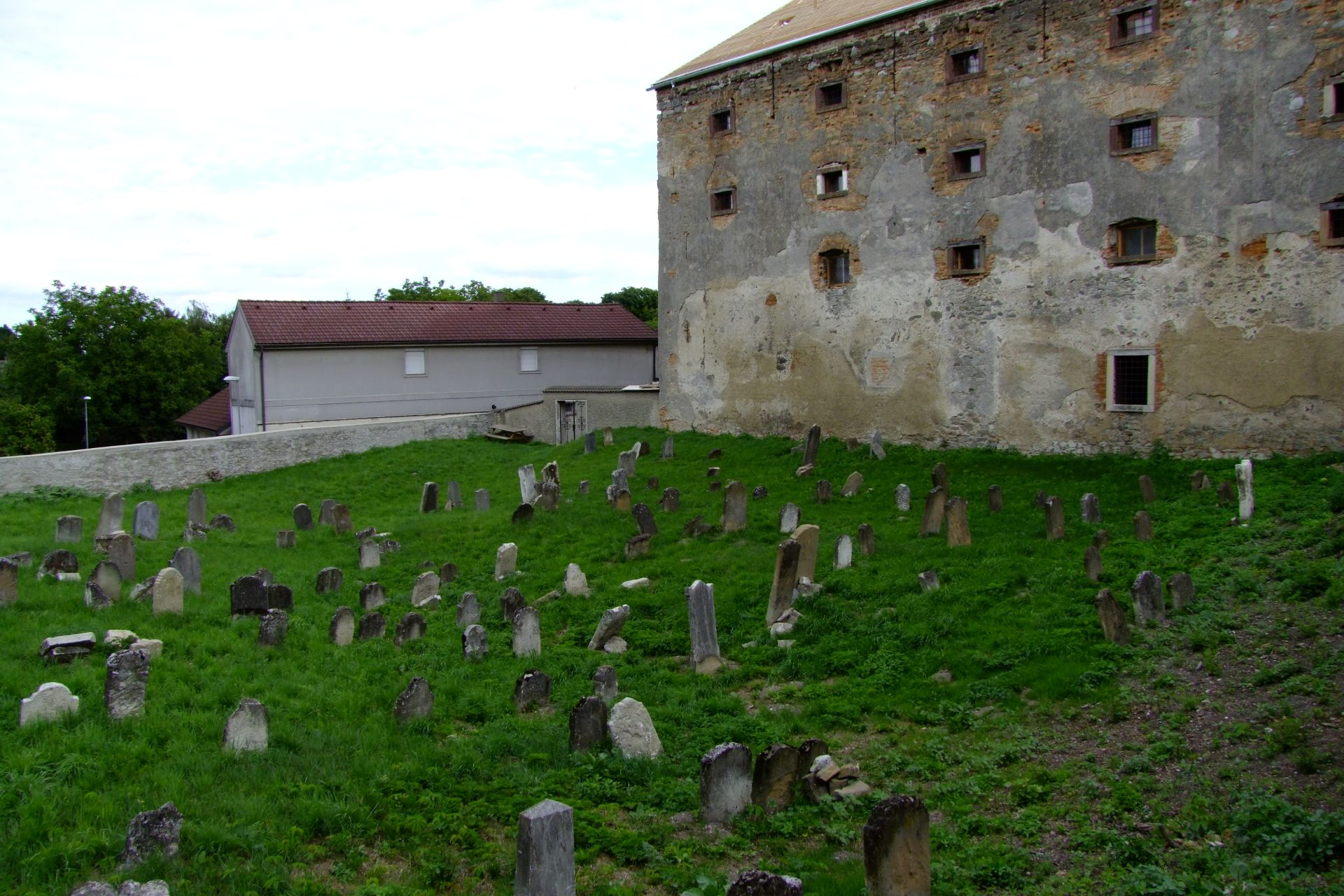
Der jüdische Friedhof und der Schüttkasten (2012)

Das Alte Schloss Kittsee befindet sich in der Marktgemeinde Kittsee im Burgenland. Es steht unter Denkmalschutz.

## Geschichte
Die ursprüngliche Burg wurde anlässlich der Hochzeit des Sohnes des ungarischen Königs Bela IV. mit Kunigunde von Brandenburg im Jahr 1264 genannt. Im Krieg zwischen Rudolf I. von Habsburg und Ottokar II. Přemysl wurde 1270/1271 die Burg zerstört. Der Nachfolgebau aus dem 14. Jahrhundert wurde 1363 als Castrum Kuchhe bezeichnet.
Die Herrschaft Kittsee war in den Händen der Grafen von St. Georgen-Bösing, im 16. Jahrhundert der Freiherren von Puchheim, 1648 bei den Brüdern Johann und Ladislaus Listy, 1676 bei Graf Paul Esterházy. Nach 1870 bis 1949 (?) war das Allodialgut bei der Familie Batthyány-Strattmann. Der 2003 seliggesprochene Arzt Ladislaus Batthyány-Strattmann betrieb hier ab 1902 ein Spital. Im Jahre 1966 wurde mit einer Instandsetzung des Schlosses begonnen.

## Gebäude
Das Alte Schloss ist ein dreigeschoßiger, vierflügeliger Bau mit einem achteckigen Turm im Hof. Die Wendeltreppe im Hof zeigt ein Wappen und die Jahreszahl 1552. Zum Keller führt ein spätgotisches Tor. An der Nordseite des Schlosses ist über die gesamte Länge die Ruine eines Schüttkastens mit einem gewölbten Keller angestellt. Unmittelbar an den ehemaligen Schüttkasten schließt gegen Norden der Jüdische Friedhof Kittsee an.